# Marc-Antoine Eidous
Marc-Antoine Eidous (ca.1724-ca.1790) fue un literato, enciclopedista, ingeniero y traductor de Francia.
Marc-Antoine Eidous tradujo del inglés: "Diccionario universal de medicina", 1746, 6 tomos en folio, Denis Diderot ayudó a Eidous en esta traducción; "La teoría de los sentimientos morales" de Smith, en 1764, 2 tomos en 12º; la "Agricultura" de John Mortimer, 1763, 4 tomos en 12º; los "Viajes a Asia" de   Belle de Antermoni, 1766, 3 tomos en 12º

## Biografía
Eidous, traductor infatigable pero frecuentemente poco exacto y sobre todo poco elegante, fue un autor nacido en Marsella, quien trabajó en la Encyclopédie y  publicó un gran número de traducciones. Una lista de sus traducciones  aparecen en  la obra de Joseph-Marie Quérard (1797-1865) «La France littéraire», París, Firmin Didot, 1827-64, 12 vols., volumen 3, pág. 14, París, 1829. Sobresale la traducción al francés  de la obra de Robert James (1703-1776) «Diccionario universal de medicina», realizada junto a Denis Diderot, y otras obras de Robert James como «Pharmacopeia universalis:...»,London, 1752 o «A treatise on canine madness», London, 1760.
Eidous sirvió algún tiempo en España como ingeniero, y a su regreso a Francia consagra su tiempo a la literatura, y tradujo del latín, del inglés, y del español al francés, y dejó muchas manuscritas, y obras suyas se encuentran también en la obra de Antoine-Alexandre Barbier (1765-1825) «Dictionnaire des ouvrages anonymes et pseudonymes», París, 1806-1809, 4 vols., elaborando correcciones y adiciones del diccionario de Enrico Celani (1867-), 1901., autor también Celani de una bibliografía marítima italiana, Roma, 1894, y una página del feudalismo, 1893.
Algunos de los autores que tradujo Eidous, los siguientes: Miguel Venegas (1680-1764), John Mortimer (1656-1736), Luca Antonio Porzio (1637-1715), Joseph Gumilla (-1750), Alexander Gerard (1728-1795), Stepán Krashenínnikov (1713-1755), Daniel Defoe (1661-1731), Fredric Hasselquist (1722-1752), Francis Hutcheson (1694-1746), Adam Smith (1723-1790), Thomas Blackwell (1701-1757), William Jameson (1704-1790), Giuseppe Baretti (1719-1789), William Burck (1730-1798), Horace Walpole (1717-1797), Jonathan Swift (1667-1745) y Eidous descolló más por su dedicación y tenacidad que por su precisión y estilo.

## Algunas traducciones
- Delle principali scorpete nelle scienze, commercio, arti e navigazione dopo il diluvio. Opera di M. Eidous ridotta in dialogo italiano da Virgilio Geonnez..., Torino, 1786.
- Theorie des sentiments moraux, París, 1774.
- Les Italiens,..., París, 1773.
- Agriculture complete:..., London, 1772, 2 vols.
- Caracteres modernes:....., Londres, 1771.
- Lettres sur la mythologie,
- Systeme de philosophie morale, Lyon, Regnault, 1770, 2 vols.
- Essai sur la vertu et l'harmonie morale, París, 1770.
- Voyages das le Levant...., París, 1769.
- Histoire de l'origine et des progres de la póesie, París, 1768.
- Histoire des principals decouvertes faites dans les arts et les sciences, Lyon, 1767.  (es de un autor anónimo que la escribió en inglés sobre viajes de fenicios, cartaginéses y romanos, y  finalizando con el descubrimiento de América. En un capítulo se habla de la brújula)
- Histoire de Kamtschatka,..., Lyon, 1767, 2 vols.
- La chateau d'Otrante:...., 1767.
- Histoire des colonies européennes dans l'Amerique, París, 1767.
- Histoire naturelle et civile de la Californie, París, 1767, 3 vols.
- Histoire du regne de la reine Anna d'Angleterre, Ámsterdam, 1765.
- Voyages en Asie, 1766, 3 vols.
- Hau kio choaan:..., Lyon, 1766, 4 vols.
- Essai sur le gout, París, 1766.
- Histoire naturelle, civile et geoghraphique de l'Orenoque,..., Aviñón, 1758, 3 vols. (descripción de las tierras que bañan el río Orinoco, gobiernos, uso y costumbres de los indígenas, productos naturales de aquel suelo; y se ocupa también del famoso El Dorado y minas del Nuevo Reino de Granada)
- Dictionnaire universel de medicine, París, 1748.
- La medicine militaire,...., París, 1744.